# Никольское (Аургазинский район)
Никольское (баш. Никольский) — село в Исмагиловском сельсовете Аургазинского района Республики Башкортостан России.

## Население
| 2002 | 2009 | 2010 |
| ---- | ---- | ---- |
| 37   | ↘19  | ↘18  |

Согласно переписи 2002 года, преобладающая национальность — русские (95 %).

## Географическое положение
Расстояние до:
- районного центра (Толбазы): 25 км,
- центра сельсовета (Исмагилово): 6 км,
- ближайшей железнодорожной станции (Белое Озеро): 44 км.